# Черик (Иссык-Кульская область)
Черик (кирг. Черик) — село в Ак-Суйском районе Иссык-Кульской области Кыргызстана. Входит в состав Бёрю-Башского аильного округа. Код СОАТЕ — 41702 205 807 02 0.

## Население
По данным переписи 2009 года, в селе проживало 324 человека.